# باشگاه فوتبال ولین لوتسک
باشگاه فوتبال ولین لوتسک (به انگلیسی: FC Volyn Lutsk) یک باشگاه فوتبال حرفه‌ای اوکراینی است که در لیگ دسته اول اوکراین بازی می‌کند.